# Капільяс
Капільяс (ісп. Capillas) — муніципалітет в Іспанії, у складі автономної спільноти Кастилія-і-Леон, у провінції Паленсія. Населення — 94 особи (2010).
Муніципалітет розташований на відстані близько 200 км на північний захід від Мадрида, 28 км на захід від Паленсії.

## Демографія
Динаміка населення (INE ):